# Билуша
Билуша (алб. Billushë) је насељено место у општини Призрен на Косову и Метохији. Према попису становништва из 2011. у насељу је живело 1.495 становника.

## Положај
Атар насеља се налази на територији катастарске општине Билуша површине 984 ha.

## Историја
У писаним изворима село се први пут помиње 1308/9. године, у повељи краља Стефана Милутина којом се манастир Св. Димитрија у Билуши прилаже хиландарском пиргу Хрусији. Локалитет овог манастира, о коме говори Милутинова даровница, до данас није утврђен. У близини села, на месту које се зове Калуђерски крш, још се налазе остаци некадашње испоснице. Седамдесетих година 19. века руски конзул у Призрену записао је да је у селу Билуши затекао српски живаљ, али да неће проћи ни десет година када ће српски језик ту постати туђим.

## Становништво
Према попису из 2011. године, Билуша има следећи етнички састав становништва:
| Националност | 2011.          |
| Албанци      | 1.490 (99,67%) |
| Бошњаци      | 2 (0,13%)      |
| непознато    | 3 (0,20%)      |
| Укупно       | 1.495          |

| Демографија | Демографија | Демографија |
| Година      | Становника  | Становника  |
| ----------- | ----------- | ----------- |
| 1948.       | 664         |             |
| 1953.       | 728         |             |
| 1961.       | 804         |             |
| 1971.       | 1.002       |             |
| 1981.       | 1.241       |             |
| 1991.       | 1.363       |             |
| 2011.       | 1.495       |             |